# Županijski sudovi u Hrvatskoj
Županijski sudovi jedna su od vrsta redovnih sudova u Republici Hrvatskoj.
Ustrojavaju se za područje jedne ili više županija; danas u Hrvatskoj postoji jedan županijski sud u svakoj županiji i Gradu Zagrebu kojem su dodijeljena sva prava županije.

## Nadležnost za postupke
Županijski sudovi su nadležni:
- suditi u prvom stupnju za kaznena djela:
  - za koja je zakonom propisana kazna zatvora preko dvanaest godina ili dugotrajni zatvor,
  - za koja je posebnim zakonom određena nadležnost županijskog suda,
- provoditi radnji iz nadležnosti suca istrage,
- odlučivati o potvrđivanju optužnice za kaznena djela u nadležnosti županijskih sudova;
- provoditi istražni i javnobilježnički disciplinski postupka zbog disciplinskih prijestupa i odlučivati o tim prijestupima u prvome stupnju,
- odlučivati o žalbama protiv odluka u disciplinskim postupcima zbog neurednosti javnih bilježnika;
- provoditi izvršenja inozemne kaznene odluke, kao i suradnja s inozemnim sudovima.

Inače su županijski sudovi nadležni za drugostupanjski sudski postupak nakon odlučivanja općinskih sudova u građanskom i kaznenenom postupku, ali i za zaštitu od nezakonitih radnji i odluka donijetih od strane službenih osoba tijela državne i javne vlasti, odnosno nezakonitih radnji i odluka odgovornih osoba u trgovačkim društvima u prvom stupnju.

## Popis županijskih sudova
Od 30. prosinca 2010. postoji 15 županijskih sudova.
1. Županijski sud u Bjelovaru
2. Županijski sud u Dubrovniku
3. Županijski sud u Karlovcu
4. Županijski sud u Osijeku
5. Županijski sud u Puli – Pola
6. Županijski sud u Rijeci
7. Županijski sud u Slavonskom Brodu
8. Županijski sud u Sisku
9. Županijski sud u Splitu
10. Županijski sud u Šibeniku
11. Županijski sud u Varaždinu
12. Županijski sud u Velikoj Gorici
13. Županijski sud u Vukovaru
14. Županijski sud u Zadru
15. Županijski sud u Zagrebu

Od 1997. do 2010. djelovao je 21 sud.
1. Županijski sud u Bjelovaru
2. Županijski sud u Čakovcu
3. Županijski sud u Dubrovniku
4. Županijski sud u Gospiću
5. Županijski sud u Karlovcu
6. Županijski sud u Koprivnici
7. Županijski sud u Osijeku
8. Županijski sud u Požegi
9. Županijski sud u Puli
10. Županijski sud u Rijeci
11. Županijski sud u Sisku
12. Županijski sud u Slavonskome Brodu
13. Županijski sud u Splitu
14. Županijski sud u Šibeniku
15. Županijski sud u Varaždinu
16. Županijski sud u Velikoj Gorici
17. Županijski sud u Virovitici
18. Županijski sud u Vukovaru
19. Županijski sud u Zadru
20. Županijski sud u Zagrebu
21. Županijski sud u Zlataru

Utemeljeni su 22. siječnja 1994. kao slijednici nekadašnjih okružnih sudova, a započeli radom tijekom idućih godina. Županijski sud u Vukovaru imao je privremeno sjedište u Vinkovcima, a 16. listopada 1997. utemeljen je Županijski sud u Velikoj Gorici. Do utemeljenja županijskih sudova postojali su okružni sudovi. Od 2010. postoji 15 županijskih sudova.

## Zanimljivost
Od 1994. do 1997. postojala su dva županijska suda u Zagrebu, jedan za područje Županije Zagrebačke, a jedan za područje Grada Zagreba. Nazivali su se Županijski sud u Zagrebu i Županijski sud u Gradu Zagrebu.